# Antisériové zapojení
Antisériové zapojení je v elektrotechnice způsob zapojení součástek, u kterých záleží na polaritě. Zapojení je podobné klasickému sériovému zapojení. Rozdíl je v tom, že některé součástky (zpravidla polovina, při dodržení sudého počtu) jsou přepólovány – zapojeny obráceně. 

## Příklady

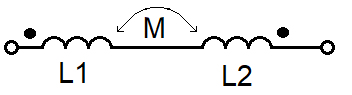
Antiseriové spojení dvou cívek

### Cívky

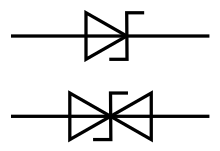
Schematická značka unipolárního (nahoře) a bipolárního (dole) transilu

Při antisériovém spojení dvou cívek (tj. spojení cívek s opačnou orientací vinutí) se vzájemná indukčnost odečítá od součtu jednotlivých indukčností. Pokud budou obě indukčnosti stejné a činitel vazby roven jedné (cívky budou vinuty stejným počtem závitů na stejném jádře), bude výsledná indukčnost rovna nule. Toho využívá například tzv. bifilární vinutí, požívané tam, kde chceme potlačit vliv indukčnosti a využívat pouze odporový vliv. 
Celková indukčnost: {\displaystyle L=L_{1}+L_{2}-2M}
Vzájemná indukčnost: {\displaystyle M=k\cdot {\sqrt {{L_{1}}\cdot {L_{2}}}}}, kde k je činitel vazby; k ∈ ⟨0, 1⟩

Uvažujeme {\displaystyle k=1} a {\displaystyle L_{1}=L_{2}}, potom platí {\displaystyle M={\sqrt {{L_{1}}^{2}}}=L_{1}} a tudíž {\displaystyle L=L_{1}+L_{1}-2L_{1}=0}

### Zenerovy diody
Transil je polovodičová součástka používaná pro ochranu před napěťovými špičkami. Vyrábí se ve dvou provedeních: unipolární, kdy se jedná o speciální Zenerovu diodu; a bipolární, který je sériové spojení dvou Zenerových diod pólovaných proti sobě. Jeho hlavní vlastnosti jsou, že je konstruován na velké impulzní proudy a při přetížení se nezničí, ale zkratuje a tím ochrání spotřebič. Oproti Zenerově diodě má ostřejší přechod v oblasti Zenerova napětí, díky tomu je reakce transilu velice rychlá.